# Estadio Municipal de Quilicura
El Estadio Municipal de Quilicura es un recinto deportivo ubicado en la comuna homónima, de la Región Metropolitana de Santiago. Abierto al público el año 1999 y propiedad de la Ilustre Municipalidad de Quilicura.

## Capacidad
Este estadio cuenta con una capacidad de 2000 espectadores lo que le permite llevar a cabo pequeños y medianos eventos deportivos.

## Localia
Desde el 2000 hacía de local el para los partidos del Deportes Quilicura que se encuentra en la Tercera División A de Chile hasta su traslado a la comuna de Maipo en 2015. En el también jugaba el elenco de Quilicura Unido hasta su disolución a finales de 2018 y cambio de nombre a Real Las Condes FC.